# Campeonato Paulista de Futebol de 1990 - Divisão Especial
O Campeonato Paulista de Futebol de 1990 - Divisão Especial foi a 44.ª edição da competição de futebol de São Paulo promovida pela Federação Paulista de Futebol e equivaleu ao segundo nível do futebol do estado.
Nesse campeonato acessaram quatro clubes que foram; o campeão Olímpia de Olímpia, o vice Rio Branco de Americana, o terceiro colocado Marília de Marília, e o quarto colocado Sãocarlense de São Carlos.
O time base do Olímpia era: Silvio Luiz, Eduardo, Edson Oliveira, Jandílson e Donizete; Jânio, Marco Antonio Cipó, Cassinho  e Carlos Alberto; Carlão e Gil Catanoce; constavam ainda no elenco Trigo, Wilson, Zé Carlinhos, Castro, Aloysio, Zé Roberto, Osni, Sidnei, Luciano, Ademílson, João Carlos e Eduardo. Técnico campeão foi: José Naves.
O time base do Sãocarlense era: Narezzi, Toninho Paraná, Darcy, Fernando Narigudo e Serginho Brasília; Antonioni, Paulo Leme e Níveo; Carlos Alberto, Doni e Silvano; constavam ainda Pinheirense, China, Gelson e Manguinha entre outros. Técnico 4.º colocado foi: Geninho.

## Participantes
| - Araçatuba (Araçatuba) - Bandeirante (Birigüi) - Capivariano (Capivari) - Central Brasileira (Cotia) - Comercial (Ribeirão Preto) - Fernandópolis (Fernandópolis) - Francana (Franca) - Independente (Limeira) - Lemense (Leme) - Lençoense (Lençóis Paulista) - Linense (Lins) - Marília (Marília) - Mirassol (Mirassol) | - Nacional (São Paulo) - Olímpia (Olímpia) - Paulista (Jundiaí) - Rio Branco (Americana) - Rio Preto (São José do Rio Preto) - Saad (São Caetano do Sul) - Sãocarlense (São Carlos) - Sertãozinho (Sertãozinho) - Tanabi (Tanabi) - Taquaritinga (Taquaritinga) - Taubaté (Taubaté) - União (Mogi das Cruzes) - Votuporanguense (Votuporanga) |  |

## Quarta fase
Foram seis clubes classificados para a disputa de turno e returno, com acesso de quatro clubes.
- 1.ª rodada do turno
  - 20/10/1990 - Sãocarlense 0 – 0 Rio Branco
  - 21/10/1990 - Marília 2 – 0 Comercial
  - 21/10/1990 - Rio Preto 0 – 1 Olímpia

- 2.ª rodada do turno
  - 27/10/1990 - Comercial 2 – 0 Rio Preto
  - 28/10/1990 - Olímpia 2 – 0 Sãocarlense
  - 28/10/1990 - Rio Branco 0 – 1 Marília

- 3.ª rodada do turno
  - 31/10/1990 - Marília 2 – 2 Sãocarlense
  - 31/10/1990 - Rio Preto 0 – 0 Rio Branco
  - 31/10/1990 - Olímpia 1 – 0 Comercial

- 4.ª rodada do turno
  - 03/11/1990 - Marília 0 – 0 Rio Preto
  - 04/11/1990 - Sãocarlense 2 – 0 Comercial
  - 04/11/1990 - Rio Branco 2 – 1 Olímpia

- 5.ª rodada do turno
  - 10/11/1990 - Olímpia 1 – 0 Marília
  - 11/11/1990 - Rio Preto 1 – 0 Sãocarlense
  - 11/11/1990 - Comercial 0 – 0 Rio Branco

- 1.ª rodada do returno
  - 15/11/1990 - Rio Branco 3 – 0 Sãocarlense
  - 15/11/1990 - Comercial 2 – 0 Marília
  - 15/11/1990 - Olímpia 1 – 0 Rio Preto

- 2.ª rodada do returno
  - 17/11/1990 - Rio Preto 0 – 0 Comercial
  - 18/11/1990 - Sãocarlense 1 – 0 Olímpia
  - 18/11/1990 - Marília 2 – 0 Rio Branco

- 3.ª rodada do returno
  - 24/11/1990 - Rio Branco 3 – 0 Rio Preto
  - 24/11/1990 - Sãocarlense 1 – 0 Marília
  - 24/11/1990 - Olímpia 1 – 1 Comercial

- 4.ª rodada do returno
  - 01/12/1900 - Olímpia 0 – 0 Rio Branco
  - 01/12/1990 - Comercial 0 – 0 Sãocarlense
  - 02/12/1990 - Rio Preto 0 – 2 Marília

- 5.ª rodada do returno
  - 09/12/1990 - Sãocarlense 0 – 0 Rio Preto
  - 09/12/1990 - Marília 0 – 0 Olímpia
  - 09/12/1990 - Rio Branco 3 – 2 Comercial

Classificação final
- 1.º) Olímpia – 13 pontos (acesso)
- 2.º) Rio Branco – 12 pontos (acesso)
- 3.º) Marília – 11 pontos (acesso)
- 4.º) Sãocarlense – 10 pontos (acesso)
- 5.º) Comercial – 8 pontos
- 6.º) Rio Preto – 6 pontos

## Premiação
| Campeonato Paulista de 1990 - Divisão Especial |
| ---------------------------------------------- |
| Olímpia Campeão (1º título)                    |